# Rogatio
Na constituição da República Romana, rogatio é o termo para um projeto de lei a ser apresentado ao senado. O procedimento rogatio ressalta o fato de que o senado poderia aprovar decretos, mas não era um corpo parlamentar. Somente o senado poderia aprovar a legislação. O magistrado com o direito de convocar a assembleia poderia propor a lei (rogatio legis), e as leis propostas seriam denominadas leges rogatae. O autor da proposta era o lator e os apoiadores eram auctor. A discussão no Senado contribuía para rascunhar a lei, que seria publicada (promulgatio) por três semanas ou mais antes de ser formalmente submetida a assembleia. Durante este período, os cidadãos poderiam discutir a lei e propor mudanças e muito raramente pedir o retrocesso, em sessões informais (contiones). Após a lei ter sido trazida à assembleia para votação, não poderia mais ser modificada.
O legislador que introduziu o projeto de lei pergunta Velitis iubeatis, Quirites? ("Cidadãos, vocês vão aprovar e ordenar?") e as pessoas respondiam "sim" ou "não" sem discussão. Se um projeto de lei foi retirado após a rogatio mas antes da votação, era geralmente porque uma assembleia ameaçou usar seu poder de veto contra ele, ou com menos freqüência, pois mostrou-se impopular entre os plebeus. Se a lei foi aprovada (rogatio lata est), tornou-se uma lei (lex), após o magistrado fazer um anúncio formal (renuntiatio) da decisão da assembleia.
No início da república, o senado tinha de aprovar a constitucionalidade de uma lei antes que ela foi promulgada, após a passagem do Lex Publilia Philonis em 339 a.C., que exigia que pelo menos um dos dois censores deveria ser um plebeu. Esta aprovação ( patrum auctoritas) era necessária para que a lei fosse colocada em votação na assembleia. Com controverso popularista medidas, no entanto, o senado foi, por vezes, ignorado.
Se um projeto de lei foi proposto com a finalidade de declarar a guerra, ele teria que ser levado perante a assembleia das centúrias.